# Vija Celmins
Vija Celmins (pronunciado VEE-ya SELL-muns,en letón: Vija Celmiņa, pronunciado TSEL-meen-ya) es un artista visual letona-estadounidense conocida por sus pinturas y dibujos fotorrealistas de entornos y fenómenos naturales como el océano, las telas de araña, los campos de estrellas y las rocas. Su trabajo anterior incluyó esculturas pop y pinturas representativas monocromáticas. Con sede en la ciudad de Nueva York, ha realizado más de cuarenta exposiciones individuales desde 1965 así como importantes retrospectivas en el Museo de Arte Moderno, el Museo Whitney de Arte Americano, el Museo de Arte del Condado de Los Ángeles, el Museo de Arte Moderno de San Francisco el Instituto de Arte Contemporáneo, Londres y el Centro Pompidou, París.

## Biografía
Vija Celmiņa nació el 25 de octubre de 1938 en Riga, Letonia.Tras la ocupación soviética de Letonia en 1940, durante la Segunda Guerra Mundial, sus padres huyeron con ella y su hermana mayor Intaa Alemania, entonces bajo el régimen nazi. Tras el final de la guerra, la familia vivió en un campo de refugiados letones apoyado por las Naciones Unidas en Esslingen am Neckar, Baden-Württemberg. En 1948, el Servicio Mundial de Iglesias trasladó a la familia a los Estados Unidos, brevemente a la ciudad de Nueva York y luego a Indianápolis, Indiana. Patrocinado por una iglesia luterana local,su padre encontró trabajo como carpintero y su madre en la lavandería de un hospital.Vija tenía diez años y no hablaba inglés, lo que la llevó a centrarse en el dibujo y, con el ánimo de sus profesores, a fomentar una mayor creatividad en sus pinturas.
En 1955 ingresó en la Escuela de Arte John Herron en Indianápolis, donde dijo que por primera vez en su vida no se sentía una extraña.En 1961 ganó una beca de verano en la Universidad de Yale, donde conoció a Chuck Close y Brice Marden, quienes se convirtieron en amigos cercanos.Fue durante este tiempo que comenzó a estudiar al pintor italiano de bodegones monótonos Giorgio Morandi y comenzó a realizar obras abstractas. En 1962 se graduó en Herron con una licenciatura en Bellas Artes y se mudó a Venice, Los Ángeles, para realizar una maestría en Bellas Artes en la Universidad de California en Los Ángeles, donde se graduó en 1965. En UCLA, disfrutó de la libertad, estando lejos de sus padres, lo que la llevó a una mayor exploración artística.En 1978, fue artista residente, financiada por la Ley Integral de Empleo y Capacitación (CETA), en el Instituto de Arte Contemporáneo de Los Ángeles.Vivió en Venice hasta 1980, pintando y esculpiendo, y trabajando como instructora en la Universidad Estatal de California, Los Ángeles, la Universidad de California, Irvine y el Instituto de las Artes de California, en Valencia.
En 1981, con una invitación para enseñar en la Escuela de Pintura y Escultura de Skowhegan, se mudó definitivamente a la ciudad de Nueva York, con el deseo de estar más cerca de los artistas y el arte que le gustaban. También volvió a la pintura, que había abandonado durante doce años, trabajando durante ese tiempo principalmente con lápiz. Posteriormente utilizó grabados en madera, borrador y carboncillo. Desde entonces, ha trabajado en una cabaña en Sag Harbor, Nueva York, y en un estudio tipo loft en Crosby Street en Soho, Manhattan. Durante la década de 1980, también enseñó en Cooper Union y en la Escuela de Arte de la Universidad de Yale.

## Obra
Los trabajos representativos de Celmins en California en la década de 1960 se centraban en pintura fotorrealista y escultura de inspiración pop. Recreó objetos cotidianos como televisores, lámparas, lápices, gomas de borrar y reproducciones monocromáticas pintadas de fotografías.Un tema subyacente común en las pinturas era la violencia o el conflicto, como aviones de guerra, pistolas e imágenes de disturbios. La Colección Menil organizó una retrospectiva de la obra de 1964-1966 en cooperación con el Museo de Arte del Condado de Los Ángeles en 2010.Celmins ha citado como influencias de este periodo a Malcolm Morley y Jasper Johns.
Desde finales de la década de 1960 hasta la de 1970, abandonó la pintura y se centró en trabajar con lápiz de grafito,creando dibujos fotorrealistas muy detallados, basados en fotografías de elementos naturales como la superficie del océano o de la luna, el interior de las conchas y primeros planos. de rocas.Los críticos comparan con frecuencia su laborioso enfoque con el de sus contemporáneos Chuck Close y Gerhard Richter,y ella ha citado a Giorgio Morandi, un maestro de la naturaleza muerta de color gris pálido, como una gran influencia.Estas obras también comparten con las de Richter una aparente aleatoriedad y, por tanto, una actitud aparentemente desapasionada. Es como si cualquier fotografía sirviera como fuente para un cuadro, y la elección aparentemente careciera de importancia. Por supuesto, este no es el caso, pero la obra contiene la impresión de que la imagen se elige al azar entre una selección interminable de posibles imágenes alternativas de naturaleza similar.
Al final del período de 1976 a 1983, Celmins también volvió a la escultura incorporando su interés por el fotorrealismo. Produjo una serie de piedras fundidas en bronce y pintadas con acrílico, réplicas exactas de piedras individuales que encontró a lo largo del Río Grande en el norte de Nuevo México,con once ejemplos conservados en el MoMA. En 1981, volvió a la pintura y, a partir de ese momento, trabajó también con grabados en madera e impresión, y sustancialmente con carboncillo, usando una amplia variedad de borradores, a menudo explorando el espacio negativo, eliminando selectivamente la oscuridad de las imágenesy logrando un control sutil de los tonos de gris.
Desde principios de la década de 1980 en adelante, Celmins se centró en las constelaciones, la luna y los océanos utilizando diversas técnicas, un equilibrio entre lo abstracto y el fotorrealismo.En el año 2000, había comenzado a producir inquietantes y distintivas telarañas, nuevamente imágenes negativas en óleo o carbón, con gran éxito de la crítica,con especial atención a su meticuloso desarrollo superficial y luminosidad.Todas estas obras están basadas en fotografías y pone un esfuerzo sustancial en las superficies construidas de las imágenes.En una reseña de 1996, de su retrospectiva de 30 años en el Instituto de Arte Contemporáneo de Londres, The Independent la citó como "el secreto mejor guardado del arte estadounidense".
Los críticos han señalado a menudo que las obras de Celmins desde finales de la década de 1960 (paisajes lunares, superficies oceánicas, campos de estrellas, conchas y telarañas) a menudo comparten la característica de no tener un punto de referencia: sin horizonte, profundidad de campo, bordes o puntos de referencia. para ponerlos en contexto. Se desconoce la ubicación, la constelación o el nombre científico; no se proporciona ninguna información.
A partir de 2008, Celmins volvió a los objetos y al trabajo representativo, con pinturas de mapas y libros, así como numerosos usos de pequeñas tabletas de grafito: pizarras negras de mano.También produjo series de impresiones de sus conocidas olas, telarañas, conchas y suelos desérticos, muchas de las cuales se exhibieron en la Galería McKee en junio de 2010.Recientemente lanzó una nueva serie de grabados que incluyen cielo nocturno y ondas con técnica mezzotinta. Estas impresiones se expusieron en la Galería Matthew Marks en enero, febrero y marzo de 2018y en la Galería Senior & Shopmaker en febrero y marzo de 2018.

## Exposiciones individuales (selección)
Las obras de Celmins han sido objeto de más de cuarenta exposiciones individuales en todo el mundo desde 1966 (Los Ángeles),con cientos de exposiciones colectivas. Desde que su distribuidor de toda la vida, McKee Gallery en Nueva York, anunciara su cierre en 2015, Celmins está representada por Matthew Marks Gallery.
En 2020, la importante encuesta profesional Vija Celmins, fue organizada por el Museo Metropolitano de Arte de Nueva York y expuesta en el antiguo espacio de la institución, MET Brauer. Entre 1992 y 1994, el Instituto de Arte Contemporáneo de Filadelfia organizó la retrospectiva de mitad de carrera de la artista. La muestra viajó más tarde a la Henry Art Gallery, Universidad de Washington, Seattle; el Centro de Arte Walker, Minneapolis; el Museo Whitney de Arte Americano, Nueva York; y el Museo de Arte Contemporáneo de Los Ángeles.

## Exposiciones colectivas destacadas
En 2022, el Museo Hammer de la Universidad de California en Los Ángeles organizó la exposición Joan Didion: What She Means, comisariada por el crítico de teatro de The New Yorker Hilton Als. La muestra viajó al Pérez Art Museum Miami en 2023, y se incluyeron obras de Vija Celmins junto con obras de otros 50 artistas contemporáneos como Félix González-Torres, Ana Mendieta, Betye Saar, Maren Hassinger, Silke Otto-Knapp, John Koch, Ed Ruscha, Pat Steir, entre otros.

## Obras notables en Colecciones Públicas
En 2005, un importante coleccionista de su obra, el promotor inmobiliario Edward R. Broida, donó 17 piezas, que abarcan 40 años de su carrera, al Museo de Arte Moderno, como parte de una contribución total valorada en 50 millones de dólares (50.000.000 de dólares). Especialmente dignas de mención fueron las pinturas tempranas y tardías.

## Reconocimientos
- 1961 Beca de verano de la Universidad de Yale. [43]
- 1968 Premio Fundación Cassandra [43]
- 1971 y 1976 Beca para artistas del Fondo Nacional de las Artes [43]
- 1980 Beca Guggenheim [44]
- 1996 Premio de Arte de la Academia Estadounidense de Artes y Letras [45]
- 1997 Medalla Skowhegan de Pintura [44]
- 1997 Beca John D. y Catherine T. MacArthur [44]
- 2000-2001 Premio Fundación Coutts de Arte Contemporáneo [46]
- 2004 Elegido miembro de la Academia Nacional de Diseño.
- Premio RISD Athena 2006 a la excelencia en pintura [44]
- 2008 Galardonado con el Premio Carnegie de 10.000 dólares [47]
- Premio Roswitha Haftmann 2009 [48]
- 2009 Premio Fellow en Artes Visuales de Artistas de Estados Unidos [49]